# Банцлейб
Банцлейб (*Banzleibs, д/н — бл. 840) — маркграф Східної Саксонії у 838[—[840]] роках.

## Життєпис
Походив зі знатного франкського роду Гаттонідів. Про його батьків нічого невідомо. У 832 році призначено графом Мена. Відповідно до «Саксонським хронік» у 838 році імператор Людовик I Побожний призначив Банцлейба графом і маркграфом Саксонії. Можливо, це відбулося невдовзі після смерті маркграфа Бруно Молодшого.
Після смерті Людовика I в 840 році Банцлейб підтримав Лотаря в подальшій війні з його братами. Разом зі своїми братами, Адальбертом, графом Меца, і Хаттоном, графом Нассау, Банцлейб був затятим противником Людовика II Німецького та створення Східно-Франкського королівства. 14 грудня 840 року прихильники Людовика Німецького пограбували володіння Банцлейба і передали награбоване Варіну, абату Корвейского. Банцлейб не з'являється в будь-яких подальших записах після цієї дати і було висловлено припущення, що він був убитий в бою з грабіжниками. після цього титул маркграфа Саксонії скасовано, а новим графом Східної Саксонії став Людольф.